# Pluie rouge au Kerala

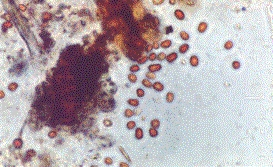
Photomicrographie de particules contenues dans des échantillons de pluie.

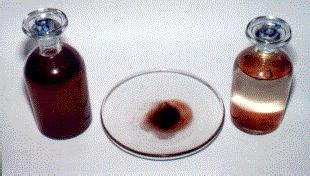
Échantillon de pluie rouge (gauche) et après la sédimentation des particules (droite) ; sédiments séchés (centre).

Entre le 25 juillet le 23 septembre 2001, une pluie rouge tomba sporadiquement dans la région du Kerala au sud-ouest de l'Inde. Selon certaines sources, cette pluie rouge-sang colore les vêtements en rose et brûle les feuilles des arbres. Des pluies jaune, verte et noire auraient également été signalées. De telles pluies ont été rapportées depuis 1818 (1818, 1846, 1872, 1880, 1896, 1950, 2001,, 2006, 2007, 2008, 2012). 

## Hypothèses
De très nombreuses hypothèses ont été avancées pour expliquer cette couleur. Grains de sable ou algues microscopiques emportés à haute altitude puis disséminés sur la région, cellules sanguines provenant d'organismes terrestres non identifiés, explosion de météorites abritant des microbes extraterrestres.
En effet, l’astrobiologiste Godfrey Louis, pro-vice-chancelier de l’Université de Cochin des Sciences et de la Technologie (Cochin University of Science and Technology, CUSAT) situé non loin du lieu de cette averse, a étudié les échantillons prélevés de cette pluie et y a découvert quelques propriétés étranges, notamment un phénomène d’autofluorescence - lumière caractéristique des structures cellulaires comme les mitochondries.
L’analyse scientifique a montré que la coloration rouge vif était due à des particules microscopiques ressemblant à des cellules biologiques, peut-être originaires de fragments de comètes.
Louis estime que ces cellules pourraient être extraterrestres car il existe déjà plusieurs théories reposant sur l’hypothèse que les comètes pourraient avoir un noyau d’eau chaude rempli de nutriments chimiques capables de soutenir la croissance microbienne.

## Origine
En novembre 2001, une commission du gouvernement de l'Inde, Department of Science & Technology, par le Centre for Earth Science Studies (CESS) de l'État du Kérala et le Jawaharlal Nehru Tropical Botanic Garden and Research Institute (appelé en 2001 TBGRI, Tropical Botanical Garden and Research Institute) conclut que la couleur est produite par des spores d'une algue d'un lichen du genre Trentepohlia, très abondant dans la région.